# Список персонажей мультсериала «Трансформеры: Анимейтед»
Это — информационный список основных персонажей мультсериала «Трансформеры: Анимейтед». Персонажи-роботы сгруппированы по принципу принадлежности к той или иной фракции.

## Персонажи-роботы

### Автоботы
- О́птимус Пра́йм

Глава пятёрки автоботов. Имеет строгий характер, но в глубине души — идеалист и романтик. Окончил военную академию в Автобот-сити на Кибертроне. Когда-то служил в Элитной Гвардии и участвовал в поисковых экспедициях; однако после трагического случая, происшедшего во время одной из экспедиций, его понизили в должности, в результате чего он стал командиром бригады, обслуживающей космические мосты (устройства для перемещения в любую точку Галактики). Добросовестно и старательно выполняет свои обязанности (а это, надо сказать, очень нелегко с такой разношёрстной и строптивой командой), но чувствует, что способен на бо́льшее. Любит смотреть исторические хроники из времён Великой войны и мечтать о подвигах, хотя его начальство этого не одобряет. Боится пауков. Вооружён энергетическим топором и пенометателем. Может также выбрасывать из «рукавов» тросы с захватами. Трансформируется в тягач, иногда — в пожарную машину.
- Ба́мблби

Самый маленький и самый «заводной» член команды. Любит нарушать правила и действовать в одиночку, пытаясь показать себя героем, но не умеет соразмерять свои желания и возможности, так что более крупным и сильным товарищам нередко приходится его выручать. Лучший друг Сари Самдэк. Бамблби вооружён разрядным устройством (предположительно — генератором Тесла). При трансформации принимает облик маленького жёлтого автомобиля, являющегося копией автомобиля капитана Фэнзона.
- Рэ́тчет[1]

Автобот-медик. Добрейшей души робот, но характер у него прескверный. Любит ворчать по поводу и без повода, грубит всем и каждому (это свойство его характера очень беспокоит Прайма, который даже поручает Сари и Бамблби время от времени напоминать Храповику о «хороших манерах»). Участвовал в Великой войне против десептиконов, где лишился одного сервопривода. Питает нежные чувства к Арси (которые, однако, тщательно скрывает). Его оружие — мощные электромагниты на обеих руках. В прошлом владел также электроимпульсным излучателем, который изначально применял для медицинских целей (для анестезии), но затем стал использовать и в качестве оружия, позволяющего «отключить» на некоторое время любого трансформера. Потерял этот излучатель во время войны, будучи захвачен в плен Локдауном, однако впоследствии, с помощью Оптимуса Прайма, сумел его вернуть. Трансформируется в машину скорой помощи.
- Пра́ул[2]

Робот-ниндзя. По характеру скрытный и независимый. Часто действует самостоятельно, не советуясь ни с командиром, ни с товарищами. Любит природу и органику. Вооружён множеством сюрикэнов (соответствующих размеров). Трансформируется в мотоцикл; но так как земные мотоциклы сами по себе не ездят, при передвижении по городским улицам создаёт дополнительно голограмму мотоциклиста. Отличительная особенность — способность передвигаться абсолютно бесшумно. Погиб в конце третьего сезона в результате акта самопожертвования. Должен был появится в 4 сезоне в виде призрака.
Некоторые личности могут быть хорошими командными игроками, а некоторые… нет. Праул относится как раз к последним. Будучи одиночкой в душе, он мало интересуется работой в команде, что очень расстраивает Оптимуса Прайма. Праул чувствует, что сотрудничество с шумными и зачастую бестактными автоботами негативно повлияет и на его манеру поведения ловкого кибер-ниндзя с обостренными реакциями, владеющего приемами Сёкит-су (от английского circuit – электросеть) и Металликато. С его философией боевых искусств связано и увлечение природой Земли. Такое ощущение, что Праул гораздо больше ценит новую для него окружающую среду, чем сами земляне. В бою Праул использует невероятно острые метательные режущие диски (аналоги земных сюрикенов, но сделанные из гораздо более прочного металла). Также Праул может создавать голограммы самого себя, чтобы ввести в заблуждение противников. Он единственный член команды, оснащенный реактивным ранцем, позволяющим ему летать некоторое время. Праула до сих пор мучают воспоминания об истории гибели его сэнсэя Якитрона. Он чувствует себя в какой-то степени виноватым в том, что произошло.
- Ба́лкхэд[3]

Гигантский робот. Несмотря на свой устрашающий вид, чрезвычайно добродушен. Очень «правильный», старается (хотя и без особого эффекта) урезонивать Бамблби и Праула, когда те затевают какие-нибудь авантюры. Любит искусство. Боится высоты. Эксперт по космическим мостам, хотя на базе автоботов выполняет главным образом обязанности «домохозяйки». Вооружён двумя массивными металлическими шарами, в которые превращаются его руки (он может использовать их как ядро на тросе). Трансформируется в бронетранспортёр.
- Се́нтинел Прайм

Офицер Элитной гвардии Кибертрона. Ранее был сержантом-инструктором в военном училище; в настоящее время — один из приближённых Ультра Магнуса. Высокомерный и самодовольный, но трусоватый и не шибко умный. С пренебрежением относится к Оптимусу Прайму и его команде «неудачников». Больше всего боится показаться смешным, но из-за своей самовлюблённости и нежелания прислушиваться к чужим советам нередко попадает в дурацкие положения. Вооружён энергетическим щитом и мечом. Трансформируется в снегоочиститель.
- У́льтра Ма́гнус

Верховный главнокомандующий автоботов. Старый служака. Любит порядок. Суров, но справедлив. Вооружён энергетическим молотом, способным конденсировать атмосферное электричество и превращать его в молнии огромной разрушительной силы. Трансформируется в мобильный ракетный комплекс.
- Джаз

Как Праул — робот-ниндзя. Большой модник, знает толк в автомобильных и человеческих «прикидах». Вооружён двумя нунчаками. Трансформируется в чёрно-белый спортивный автомобиль весьма шикарного вида.
- Айронхайд

Получил прозвище за способность делать свой корпус непробиваемым. В прошлом — одноклассник Бамблби и Балкхэда, лучший друг Уоспинатора. В настоящее время — начальник службы безопасности на Кибертроне.
- А́рси

Во время Великой войны была офицером разведки автоботов. Предмет тайного обожания Рэтчета. Он ей тоже нравился, но после того, как Рэтчету пришлось стереть её память, чтобы десептиконы не смогли получить доступ к секретной информации, Арси забыла и его самого.
- Омега Суприм

Трансформер колоссальных размеров; Великий страж ядра Кибертрона. в альт-форме робота появляется только в конце 2-го сезона (до этого был космическим кораблём бригады Оптимуса Прайма). Впоследствии попадает под контроль Мегатрона, который рассчитывает клонировать его, чтобы создать себе новую могучую армию.
- Дже́тфайр

Самый молодой из автоботов. Трансформируется в реактивный самолёт. Вместе со своим братом-близнецом Джетстормом может объединяться в гештальт с разными сторонами тела. Состоит в Элитной гвардии Кибертрона. Говорит с русским акцентом.
- Джетсторм

Брат-близнец Джетфайра. Как и он, состоит в Элитной гвардии Кибертрона. Может превращаться в циклон и сметать всё на своём пути. 
При проектировании Джетсторма и Джетфайра за основу были взяты технические характеристики Скандалиста. Таким образом, они стали первыми и единственными летающими автоботами (из-за этого, когда братишки по заданию Сентинела Прайма прибыли на Землю в поисках Уоспинатора, сбежавшего из кибертронской тюрьмы, Оптимус Прайм и его команда вначале приняли их за десептиконов и начали с ними драться, но затем всё разъяснилось). По характеру оба они энергичные, шумные, самоуверенные и в то же время — до предела наивные. Их непосредственный начальник, Сентинел Прайм, не знает с ними ни минуты покоя.
- Блёр

Разведчик Элитной гвардии Кибертрона. Самый быстрый из автоботов; из-за этого они с Бамблби одно время не ладили, но позже сдружились. Блёр не только очень быстро ездит, но ещё и очень быстро говорит, и эта его манера часто раздражает остальных автоботов. Погиб во 2-й серии 3-го сезона, когда его раздавили стены. Воскрешён в комиксах по сериалу.
- Персептор

Глава Министерства науки автоботов, и, следовательно, один из самых умных жителей Кибертрона. Именно он построил Омегу Суприма.
- Клиффджампер

Боец Элитной гвардии Кибертрона. Пользуется доверием и расположением Сентинела Прайма. По его приказу отвозил Уоспинатора в тюрьму. Как и в «Первом поколении», очень предан своему делу, а также любит разоблачать предателей. Однажды Лонгарм Прайм дал ему куб. По его приказу он утилизировал этот куб, но на самом деле это был погибший Блёр.

#### Интересный факт
- Алгоритм слияния аналогичный слиянию Джетфайра и Джетсторма можно увидеть в японском сериале «Супер Сэнтай» в сезоне «Отряд Мира машин — Зенкайгеры», где у главных героев есть боевые машины, половина из которых (GaonLion и MagineDragon) образует правую, а другая половина (JuranTyranno и VroonDump) — левую сторону боевых роботов.

### Десептиконы
- Мегатро́н

Предводитель десептиконов, главный антигерой мультсериала. Властный, грубый, беспощадный. Разыскивает Оллспарк, чтобы создать на его основе абсолютное оружие и уничтожить автоботов раз и навсегда. Твёрдо уверен, что для достижения намеченной цели все средства хороши. Хотя предпочитает действовать силовыми методами, но при необходимости может использовать и более тонкие приёмы — например, когда обманывает Айзека Самдэка, выдавая себя за автобота, или «давит на жалость» простодушным конструктиконам, чтобы привлечь их на свою сторону. Трансформируется в звездолёт, а на Земле принимает вид конвертоплана; когда он находится в режиме робота, лопасти винтов превращаются в два меча. Кроме того, в комплект его вооружения входит традиционная термоядерная пушка, прикреплённая к правой руке; эта пушка служит не только для стрельбы — с её помощью Мегатрон может «вытягивать» энергию из других трансформеров и гасить их «жизненные искры».
- Старскрим[7]

Главный помощник Мегатрона, его заместитель. Хитрый, двуличный, злорадный и коварный. Метит на пост лидера десептиконов, и потому целеустремлённо и настойчиво «копает» под своего начальника. Любит произносить длинные пафосные речи, наслаждаясь собственным красноречием. Благодаря осколку «Великой Искры» стал практически бессмертным и пользуется этим, чтобы устраивать всякие каверзы Мегатрону (а заодно и автоботам). Вооружён двумя лучевыми винтовками. Трансформируется в сверхзвуковой истребитель Су-47. Погиб в результате нелепой случайности: когда Праул призывал осколки «Великой Искры» для её восстановления, осколок в голове Старскрима тоже откликнулся, и когда тот покинул голову своего хозяина, тот мгновенно умер.
- Блицвинг

Десептикон-«трёхрежимник»; имеет три различные альт-формы — робота, танка и самолёта, причём при каждой трансформации изменяются не только его технические параметры, но и характер (за это Блэкарахния в насмешку называет его «Трёхлицым», что самого Блицвинга дико злит). В качестве самолёта он — «Ледяной» (Айс), хладнокровный и рассудительный; в форме танка — «Огненный» (Хотхэд), вспыльчивый грубиян; в форме робота — «Шальной» (Рандом), просто псих. Говорит с немецким акцентом. Вместе с Санстормом и Рэмджетом ближе к концу мультсериала был посажен в тюрьму.
- Ла́гнат

«Кинг-Конг» среди десептиконов; фанатично предан Мегатрону. Вооружён комплектом ядерных боеголовок большой мощности и огнемётом, но предпочитает крушить всё подряд «голыми руками». Может в случае необходимости использовать собственную руку в качестве взрывного устройства, генерирующего ударную волну колоссальной мощности. Трансформируется в тяжёлый бомбардировщик.
- Блэкара́хния[10]

В прошлом — девушка-автобот (тогда её звали Элита-Один); в результате несчастного случая превратилась в технорганическое существо и, не решаясь вернуться к своим в таком виде, присоединилась к десептиконам. Её заветное желание — вернуть себе свой изначальный облик; с этой целью пытается в одиночку похитить Оллспарк, но терпит неудачу. Хотя, далее она помогла главному герою (Оптимусу) вернуть к жизни Сыщика и Бамблби (однако, перед этим её чуть не убил другой злодей Расплав). Трансформируется в гигантского ядовитого паука, способного прокусить даже самый прочный металл.
- Са́ундвейв

Первоначально — просто музыкальная игрушка в виде робота, но затем вырастает и становится мощным трансформером, который может «зомбировать» других роботов с помощью излучаемых им звуковых волн. В третьем сезоне у него появились помощники — Лазерник и Крысак.
- Блэкаут

Десептикон, трансформирующийся в вертолёт. Смахивает на Блэкаута из фильма. Может чинить приборы и механизмы одним ударом мощной ноги.
- Страйка

Десептиконша, трансформирующаяся в бронетранспортёр. Образ для неё был скопирован со Страйки-дрона из сериала «Трансформеры: Зверороботы».
- Спиттор

Десептикон, трансформирующийся в ходячую машину, похожую на лягушку. В альт-форме с помощью своих языков может захватывать жертву и «съедать» её.
- Шокве́йв

Двойной агент Мегатрона на Кибертроне; служит в разведуправлении Элитной гвардии автоботов под именем Ло́нгарм. Однажды, ещё во время учёбы в военном училище, Бамблби едва не застал его во время выхода на связь с Мегатроном, но Лонгарм сумел убедить его, что настоящим вражеским агентом является Уоспинатор; затем, с его помощью, Бамблби разоблачил Уоспинатора как «шпиона десептиконов» и тем самым помог Лонгарму полностью отвести от себя подозрения. Впоследствии сделал удачную карьеру в разведуправлении. Способен произвольно изменять свои размеры и внешность. Альт-формы у него тоже разные: автоботская — самоходный гусеничный кран, десептиконская — танк.

### Порождения Великой Искры
Сила Великой Искры так велика, что может вдохнуть жизнь и разум в любые механизмы, даже в те, которые созданы руками человека. Таковыми являются:
- Диноботы — первоначально были электронно-механическими моделями динозавров из луна-парка, но ожили под воздействием энергии «Великой Искры». Их зовут:
  - Гримлок — самопровозглашённый лидер диноботов, самый сильный и умный из них (по крайней мере, умеет говорить, в отличие от остальных). Злобный по характеру, не любит, когда кто-то его беспокоит. В то же время он дружен с Твердолобым и Сыщиком, чуть позже подружился и с Оптимусом Праймом. Потом он влюбился в Блэкарахнию, что сделало его ревнивым, и он никого к ней не подпускал, даже других диноботов. Трансформируется в тираннозавра. В режиме робота вооружён огнемётом и огненным мечом. Пожалуй, в драке он мог бы потягаться и с Мегатроном, будь он чуточку умнее.
  - Снорл — второй по силе динобот. По сюжету, в первых двух сезонах особой роли не играл; в третьем сезоне он отделился от других диноботов и стал питомцем конструктикона Скрэппера. Трансформируется в трицератопса. Вооружён огнемётом и огненной дубиной.
  - Свуп — единственный летающий динобот. Трансформируется в птеродактиля. Вооружён огнемётом и огненной булавой.
- Рек-Га́р — вначале был обыкновенной кучкой мусора, пока в него не угодил осколок «Великой Искры». Имеет серьёзные проблемы с самоидентификацией (проще говоря, не знает, кто он такой).
- Конструктиконы (Миксмастер и Скрэппер) — ожившие бетономешалка и бульдозер. Вначале подружились с Балкхэдом, но потом Мегатрон переманил их на свою сторону. Любят употреблять моторное масло.

### Клоны
Клоны Старскрима составляют его личный «отряд особого назначения», предназначенный для борьбы с Мегатроном. Будучи создан с использованием фрагмента «Великой Искры», каждый из них обладает собственной индивидуальностью, и в то же время олицетворяет (в утрированном виде) одну из черт характера Старскрима. Вот их список:
- «Розовый» — первый из появляющихся в сериале клонов. Отличается трусостью: выслеженный Праулом и Локдауном на Земле, сначала пытается удрать от них, вместо того, чтобы сражаться, затем умоляет о пощаде. Но Локдаун, несмотря на его мольбы и на протесты Сыщика, передаёт его Мегатрону в расчёте на обещанное вознаграждение (хоть он и подозревал, что тут что-то не так, но жажда наживы оказалась сильнее).
- «Оранжевый» — воплощение хитрости и коварства Старскрима; прибыв на Землю, сразу же вступает в переговоры с автоботами, предлагая им заключить союз против Мегатрона. Возможно, даже сумел бы добиться своего, если бы Праул не захватил его в плен.

В дальнейшем выясняется, что оба эти клона — «камикадзе», оснащённые взрывными устройствами с часовым механизмом; их назначение — уничтожить Мегатрона, однако тот успевает скрыться ещё до взрыва, так что и на этот раз план Скандалиста не срабатывает.
- Тандеркрэ́кер — тёмно-синий; олицетворяет тщеславие Старскрима. Склонен принижать других и возвышать себя, даже если потерпел поражение. Вместе с другими клонами участвовал в битве у космического моста Мегатрона. Был закован в цемент Миксмастером и заброшен вместе со Скайуорпом и Блёром в неизвестную часть Галактики через космический мост. Позже освободился из цемента и пытался убить Блёра, но не смог догнать его и затерялся в космосе. Дальнейшая судьба неизвестна.
- Ска́йуорп — серо-фиолетовый клон Старскрима; как и Розовый — невероятный трус. Боится буквально всего. Его истеричные крики могут довести кого угодно; например, он страшно испугался, когда Скандалист приказал своим клонам атаковать Мегатрона, и был против, но был вынужден подчиниться. Вместе с Тандеркрэкером и Блёром оказался заброшен в неизвестную часть Галактики через космический мост. Был освобождён из цемента Тандеркрэкером, но не мог двигаться из-за статических наручников.
- Рэмджет — чёрно-белый; олицетворяет лживость Старскрима. Кажется, что говорить правду он просто не умеет. Вместе с тем он на редкость изворотливый и ухитряется выпутаться из любой передряги (например, в третьем сезоне он сумел договориться с поймавшим его Локдауном, чтобы тот надел ему фальшивые наручники, и в итоге смог сбежать). В конце битвы у космического моста перешёл на сторону Мегатрона, предварительно соврав Старскриму, потерявшему голову, что будет ему служить, и пнув его безголовое тело. Ближе к концу сериала он был схвачен и посажен в тюрьму вместе с Санстормом и Разрядом.
- Сансторм — окрашен в золотистый цвет. Этот клон — лицемер и подлиза; он восхваляет всё и всех, лишь бы его не трогали (да и не только поэтому). Конечно, его нельзя винить в эгоизме или лживости, но его подхалимство многих раздражает. Как и Рэмджет, перешёл на сторону Мегатрона. Вместе с Рэмджетом и Разрядом был посажен в тюрьму ближе к концу сериала.
- Слипстрим — женщина-клон; какое именно свойство Старскрима характеризует — неизвестно. Ясно только, что ей нельзя доверять. Окраска — фиолетовая с бирюзовым. Всё время спорит со Старскримом, говорит ему гадости. Она первая из клонов перешла на сторону Мегатрона, поняв, что при Старскриме они ничего не добьются (в принципе, она это всегда знала). После битвы у космического моста она появилась только в конце сериала, приняв Оптимуса, тренирующего реактивный рюкзак, за Старскрима и сбив его. Решив, что он погиб (а он выжил), она улетела. После этого её никто не видел.

### Прочие
- Локда́ун

Трансформер-киллер. При этом охота на других трансформеров для него — не только источник дохода, но и удовольствие. Как и подобает страстному охотнику, собрал целую коллекцию модулей своих жертв. В своих действиях руководствуется не только расчётом и выгодой, но и своеобразным «кодексом чести».
- Свиндл

Межгалактический торговец оружием. Красноречивый и пронырливый. Любит деньги. В принципе, ему всё равно, чем и с кем торговать, лишь бы платили побольше, поэтому Мегатрон — его «любимый заказчик». Трансформируется в джип. Вооружён лазерной пушкой, вмонтированной в его правую руку, а также генератором силового поля.
- Уосп/Уоспинатор

В прошлом, на Кибертроне, был курсантом военного училища вместе с Бамблби и Балкхэдом. Был арестован по ложному обвинению в шпионаже и много лет провёл в заключении. Однако впоследствии ему удалось бежать из тюрьмы, и он поклялся отомстить Бамблби, который «сломал ему жизнь». Вооружён таким же разрядным устройством, как и Бамблби. Трансформируется в спортивный автомобиль того же типа, только зелёный. Впоследствии (в 3-м сезоне) был превращён в технорганическое существо — гибрид осы и робота, после чего стал звать себя Уоспинатором.

## Люди

### Союзники автоботов
- Сари Самдэк — главная героиня сериала, 8-летняя девочка, дочь доктора Айзека Самдэка, жившая отдельно от общества до пробуждения автоботов, в лице которых она находит хороших друзей и союзников. По характеру Сари очень азартна и нетерпелива, но при этом умна и добродушна.

После того как восстановленный Мегатрон похищает её отца, она вынуждена переселиться на склад к автоботам. В конце второго сезона сериала автоботы спасают её отца; во время битвы Сари ранит локоть, обнажая электронные схемы, встроенные ей в руку.
В начале третьего сезона Сари, находившаяся в смятении от такого открытия, была сильно сердита на своего отца. Мастер Мастерсон (потерявший работу в фирме вследствие возвращения Айзека) завладел телом Старскрима и попытался убить обоих Самдэков, однако Айзек вступился за свою дочь, сказав что она не имеет отношения ко всему этому, и попросил оставить её в живых, убив лишь Айзека. Усилиями Оптимуса Прайма, и в результате собственной глупости, Мастерсон попытался трансформировать тело Старскрима в истребитель, но трансформация сдавила головной модуль, и Мастерсон был повержен. Сари, увидев преданность Айзека своей «дочери», простила его за хранение её происхождения в секрете.
По рассказу Айзека, однажды он обнаружил в капсуле в своей лаборатории «существо из жидкого металла», которое при его прикосновении создало мощный электроразряд, сбивший Айзека с ног и оставивший его без сознания. Очнувшись, он обнаружил, что существо начало приобретать человеческие черты и решил оставить его; в результате Сари, являющаяся сочетанием органики и кибертроники, выросла в башне "Самдэк Системс".
Праул, тайком пробравшийся в лабораторию до начала битвы и исследовавший находящиеся в ней данные об экспериментах, сделал вывод, что ДНК Айзека слилось с «существом из жидкого металла» — протоформой, являющейся основой жизни на Кибертроне, однако не нашёл объяснения тому, как именно протоформа оказалась в лаборатории Самдэка.
Узнав о своей сущности, Сари начала учиться использовать свои киберспособности, но силы сгустков энергии, которые она метала из рук, было недостаточно, и когда Бамблби оказался внутри инопланетного каменного существа, автоботы не позволили Сари помочь им спасти Бамблби.
Расстроенная этим фактом, Сари использовала на своём теле карту-пропуск, впитав из него силу Искры. Заряд преобразовал тело Сари, сделав его «взрослее» и активизировав киберспособности. Немедленно она поспешила на помощь автоботам и уничтожила каменного монстра, освободив Бамблби; однако её тело не успело адаптироваться к изменениям, и способности Сари вышли из-под контроля, в результате чего она начала уничтожать всё вокруг, сильно ранив Бамблби, когда он попытался её остановить. Рэтчету удалось временно отключить Сари с помощью электромагнитного излучателя. По возвращении на базу Рэтчет переключил некоторые из её схем для предотвращения подобных перегрузок. Тело Сари вернулось в своё новое подростковое состояние, предположительно закрепившись в нём навсегда.
Также Сари помогла Рэтчету вернуть память Арси, и в конце приняла войну Мегатрона
Сари состоит в хороших отношениях со всеми автоботами, хотя иногда и не согласна с Рэтчетом и Балкхэдом; однако её лучшим другом является Бамблби, вследствие сильной схожести в их характерах и поведении — бо́льшую часть времени она проводит с ним, играя в видеоигры и катаясь на американских горках. 
Сари темнокожа; цвет волос — красный; одежда выполнена в жёлтых тонах. До изменения её зрачки и радужки были красного цвета, без выраженных переходов. Поглощение заряда Искры сделало Сари выше и многократно сильнее, цвет её глаз изменился на бирюзовый, длина волос сильно уменьшилась.
После поглощения силы Искры Сари получила возможность полностью превращаться в робота, в форме которого она использует особые виды оружия и техники: энергоролики, позволяющие ей передвигаться с огромной скоростью; энерголезвия и энергомолот, используемые ею в качестве оружия. В сочетании с ловкостью, эти дополнения делают Сари опасным противником.
- Айзек Самдэк — талантливый изобретатель, является «отцом» всех роботов в Детройте. Пятьдесят лет назад он обнаружил упавшего на Землю Мегатрона и путём реверсной инженерии разработал своих собственных роботов. Головной модуль Мегатрона находился в спящем состоянии в лаборатории Айзека, пока не был пробуждён случайным разрядом из ключа-пропуска Сари.

По характеру Айзек добр, но рассеян и слишком доверчив, вследствие чего легко попал под влияние Мегатрона, который после пробуждения убедил его в том, что является одним из автоботов, но попросил никому не рассказывать о его существовании, пока его тело не будет восстановлено. В действительности он просто манипулировал Самдэком ради достижения своих целей, решив после восстановления уничтожить его. Однако после поражения Мегатрон изменил свои намерения в отношении Айзека и оставил его в живых, заставив работать на себя. В конце второго сезона Айзек был спасён автоботами, а в начале третьего сезона раскрыл Сари секрет её происхождения.
- Капитан Фэнзон — служит в полиции Детройта и известен своей сильной неприязнью к роботам, в частности — к автоботам. Его любимая фраза: «Вот поэтому я и ненавижу машины». Тем не менее, в борьбе против преступников он всегда действует в контакте с автоботами, и даже начал проявлять уважение к Проулу после миссии на острове Диноботов. Автоботы, в свою очередь, уважают Фэнзона и доверяют ему.

### Злодеи
- Мелтдаун (он же Прометей Блэк) — изобретатель био-усилителей человека; в результате аварии мутировал, превратившись в существо, целиком состоящее из кислоты. Его кислота столь сильна, что плавит даже броню трансформеров[17].
- Хэдмастер (настоящее имя Генри Мастерсон) — полубезумный молодой учёный, изобретший установку «Мастер» — устройство, с помощью которого может отсечь голову любому роботу и встать на её место, захватывая контроль над телом[18]. Уволенный Самдэком с работы, мечтает отомстить ему.
- Наносе́к (он же Нино Секстон) — грабитель, с помощью особого костюма, изобретённого Самдэком, получивший способность передвигаться на сверхчеловеческих скоростях; правда, вскоре выясняется, что костюм ускоряет вообще все жизненные процессы в организме, в результате чего его обладатель в считанные часы превращается в дряхлого старика. К счастью для Секстона, процесс оказался обратимым: когда после ареста полицейские отобрали у него костюм, он снова стал таким, как прежде[19].
- Грозный Лучник — вор, «косящий» под Робин Гуда; использует стрелы с технологическими наконечниками для своих преступных целей[20].
- Профессор Принцесса — имеет внешность избалованной маленькой девочки, обожающей играть в куклы (даже её транспортное средство выглядит как сильно увеличенная в размерах игрушечная лошадка); желает избавить мир от «плохих игрушек», которыми считает всё не-девчоночье (в том числе и трансформеров). Одевается во всё розовое. Сильно шепелявит.
- Сло-Мо — миловидная молодая женщина, благодаря хронометру с застрявшим в нём осколком «Великой Искры» способная замедлить любой технологический процесс. Она очень нравится Наносеку и отвечает ему взаимностью.
- Портер Пауэлл — член совета директоров фирмы «Самдэк Системс»; после исчезновения Айзека Самдэка временно исполняет обязанности главы фирмы. Стремясь сохранить этот пост за собой и в дальнейшем, оспаривает законные права Сари как наследницы Самдэка на том основании, что её существование не подтверждается никакими документами, и выселяет её из собственного дома.
- Мастер Катастроф — организатор нелегальных автогонок.
- Сайрес (он же «Колосс Родосский») — маленький, плюгавенький мужичок, способный благодаря воздействию био-усилителей Прометея Блэка превращаться в здоровенного «качка».